# Skjonghelleren
Skjonghelleren (auch Daumannshelleren genannt) ist eine Höhle auf der Insel Valderøya in der Fylke Møre og Romsdal in Norwegen.
Sie ist mit 70 Metern eine der größten Höhlen an der Westküste Norwegens. Der untere Teil der Höhle ist mit rund 20 Metern loser Gesteinsmasse bedeckt, in der mehrere Schichten eiszeitlicher Ablagerungen enthalten sind. Es befinden sich bis zu 30.000 Jahre alte Knochen von Vögeln und anderen Tieren in der Höhle. Diese zählen zu den ältesten Tierknochenfunden in Norwegen. Unter diesen Funden sind Überreste von Krabbentauchern und Dickschnabellummen am häufigsten vertreten. Darüber hinaus wurden auch Überreste von Robben identifiziert. Funde von Steinwerkzeugen, Feuerstellen und Knochen von Fischen, Wild und Nutztieren weisen darauf hin, dass die Höhle seit der Älteren Eisenzeit von Menschen benutzt wurde. Die Ältere Eisenzeit in Norwegen umfasst die Zeitspanne von 500 v. Chr. bis 550 n. Chr. und unterscheidet sich von der mitteleuropäischen Epoche.